# Holland Cup 2024 (wielrennen)
De zevende editie van de Holland Cup, een regelmatigheidscriterium met zes Nederlandse wielerwedstrijden, werd gehouden in 2024. De eerste wedstrijd was de Dorpenomloop Rucphen in maart en het eindklassement werd opgemaakt na de Ronde van de Achterhoek in augustus. De Ster van Zwolle keerde niet terug in het klassement, waardoor de Dorpenomloop de eerste manche werd. In de plaats van de Ster van Zwolle werd de Omloop der Kempen opgenomen in de kalender. Naast een algemeen klassement werd er ook een jongerenklassement, voor renners jonger dan 23 jaar, opgemaakt.
De winnaar van het eindklassement werd Pete Uptegrove die de tweede wedstrijd won, de leider werd in het klassement en dat vasthield tot en met de zesde wedstrijd. Winnaar van het jongerenklassement werd Martijn Rasenberg.

## Wedstrijden
| Datum       | Wedstrijd                             | Winnaar           | Ploeg                                 | Leider klassement |
| ----------- | ------------------------------------- | ----------------- | ------------------------------------- | ----------------- |
| 17 maart    | Dorpenomloop Rucphen (uitslag)        | Johan Dorussen    | Development Team dsm-firmenich PostNL | Johan Dorussen    |
| 13 april    | Arno Wallaard Memorial (uitslag)      | Pete Uptegrove    | Monda Vakantieparken-IJsselstreek     | Pete Uptegrove    |
| 4 mei       | Ronde van Overijssel (uitslag)        | Declan Trezise    | ARA \| Skip Capital                   | Pete Uptegrove    |
| 26 mei      | Omloop der Kempen (uitslag)           | Martijn Rasenberg | Parkhotel Valkenburg                  | Pete Uptegrove    |
| 30 juni     | Midden-Brabant Poort Omloop (uitslag) | Floris Van Tricht | Israel Premier Tech Academy           | Pete Uptegrove    |
| 25 augustus | Ronde van de Achterhoek (uitslag)     | Stian Rosenlund   | Airtox-Carl Ras                       | Pete Uptegrove    |